# Charles Henry Bennett
Charles H. Bennett (ur. 1943) – amerykański fizyk, filozof. 

## Życiorys
Urodził się w rodzinie nauczycieli muzyki Boyda Bennetta i Anne Wolfe. Ukończył w 1960 roku Croton-Harmon High School i podjął studia z chemii na Brandeis University w Waltham, gdzie w 1964 roku otrzymał licencjat z chemii. W 1971 roku uzyskał doktorat na Uniwersytecie Harvarda za badania dynamiki molekularnej (komputerowa symulacja ruchu cząsteczek). Od 1972 roku pracuje w oddziale badawczym IBM Research Division w Yorktown w stanie Nowy Jork, gdzie zajmuje się kwantową teorią informacji. Pracował nad fizyką przetwarzania informacji, w tym nad demonem Maxwella i odwracalnym obliczeniem; teorią informacji kwantowej i obliczeń oraz związkiem nierównowagi termodynamicznej z pojawieniem się fenomenologicznej klasyczności i złożoności z praw kwantowych. W 1984 roku z Gillesem Brassardem z Montrealu opracowali pierwszy i najszerzej stosowany protokół kryptografii kwantowej. W 1993 roku wykazali, że nienaruszone stany kwantowe mogą być przesyłane poprzez połączenie klasycznej komunikacji i wcześniejszego splątania, zjawisko zwane teleportacją kwantową. 
Jest m.in. członkiem IBM Fellow, American Physical Society i National Academy of Sciences oraz zagranicznym członkiem Royal Society of London. 
Jest żonaty i ma troje dzieci. 

## Wyróżnienia i nagrody
- 2006: Nagroda Ranka (ang. Rank Prize) w dziedzinie optoelektroniki[3]
- 2006: tytuł doktora honoris causa Uniwersytetu Gdańskiego[4]
- 2008: Nagroda Harveya (ang. Harvey Prize)[5]
- 2017: Medal Diraca (ICTP)[6]
- 2018: Nagroda Wolfa w dziedzinie fizyki
- 2019: Shannon Award
- 2023: Nagroda Fizyki Fundamentalnej
- 2023: Eduard Rhein Foundation Prize w dziedzinie technologii